# Boris Walentinowitsch Tschesnokow
Boris Walentinowitsch Tschesnokow (russisch Борис Валентинович Чесноков; * 11. Juni 1928 in Stawropol; † 25. Oktober 2005) war ein russischer Geologe, Mineraloge und Hochschullehrer.

## Leben
Tschesnokow studierte am Swerdlowsker Berginstitut mit Abschluss 1952. Er blieb dort als Forscher und Lehrer und wurde 1963 Dozent. Ein Arbeitsschwerpunkt war die Altersbestimmung von Mineralen.
Ab 1978 forschte Tschesnokow im Ilmengebirge des Ilmen-Naturreservats der Ural-Abteilung der Akademie der Wissenschaften der UdSSR. 1982 verteidigte er seine Doktor-Dissertation über die mineralogische Kartierung eines Erzgebiets mit Hydrothermaler Lösung am Beispiel des Erzgebiets Berjosowski im Ural. Er entdeckte im Ilmen-Naturreservat das 1986 nach Konstantin Konstantinowitsch Matwejew benannte Mineral Matveevit. Nach Tschesnokow wurde das Mineral Chesnokovit benannt. Er beschrieb ungefähr 10 neue Minerale.
Von 1988 bis 1998 leitete Tschesnokow das Laboratorium für Mineralogie der anthropogenen Landschaft (Anthropisation) des Instituts für Mineralogie der Ural-Abteilung der Russischen Akademie der Wissenschaften. 1993 erhielt er den Demidow-Preis.